# Fuenlabrada de los Montes (kommun)
Fuenlabrada de los Montes är en kommun i Spanien.   Den ligger i provinsen Provincia de Badajoz och regionen Extremadura, i den centrala delen av landet, 180 km sydväst om huvudstaden Madrid. Antalet invånare är 1 961. Arean är 191 kvadratkilometer. Fuenlabrada de los Montes gränsar till Agudo.
Terrängen i Fuenlabrada de los Montes är huvudsakligen kuperad, men åt sydväst är den platt.